# Gustavo Kuerten
Gustavo Kuerten (* 10. září 1976) je bývalý profesionální brazilský tenista. V letech 2000 a 2001 byl opakovaně na 1. místě mezinárodního žebříčku ATP.
Za svou kariéru vyhrál celkem 20 turnajů ATP ve dvouhře, z toho 3 grandslamové turnaje. Jeho oblíbeným povrchem byla antuka, čemuž odpovídá i výčet turnajových vítězství:
- 1997 - French Open
- 1998 - Stuttgart Outdoor, Mallorca
- 1999 - Monte Carlo, Řím
- 2000 - Santiago de Chile, Hamburg, French Open, Indianopolis, Lisabon (Masters)
- 2001 - Buenos Aires, Acapulco, Monte Carlo, French Open, Stuttgart Outdoor, Cincinnati
- 2002 - Costa do Sauípe
- 2003 - Auckland, Petěrburg
- 2004 - Costa do Sauípe